# Amélie-les-crayons
Amélie-les-crayons est une troupe française alliant chanson et théâtre, créée en 2002 à Lyon. C'est aussi le nom de scène de la chanteuse éponyme.

## Biographie
Née en 1978 à Vienne (près de Lyon), Amélie, adolescente, applaudit le cirque Plume, pratique le piano et le théâtre de rue,. Elle sort d'une formation d'art dramatique et de théâtre de rue quand elle se met à l'écriture de chansons en 1999. En 2001, Amélie se produit dans des pubs et des cafés-concerts lyonnais. Les spectacles s'enchaînant, elle crée le personnage d'Amélie-les-crayons (en référence à la chanson Les Crayons de Bourvil) et est rejointe par trois musiciens : Michel Caroline (accordéon, chœurs), Heiko Wilhelm (piano, clarinette, tuba, chœurs) et Laurent Fellot (contrebasse, basse, chœurs). Elle met en place un univers qui privilégie les décors et les personnages, comme au théâtre, plutôt qu'un simple spectacle de chansons. Issu de ce spectacle, Amélie-les-crayons signe chez Neômme et sort en 2002 son premier CD, Le Chant des coquelicots promu par la Fnac et les réseaux régionaux.
Propulsée au Printemps de Bourges et à Montauban, Amélie sort un deuxième album, Et pourquoi les crayons ?, en juin 2004, avant d'entamer une tournée de deux ans,. En 2007, un nouveau spectacle, intitulé La Porte plume, est créé, associé à l'album du même titre et récompensé par le grand prix de l'académie Charles Cros en octobre 2007. L'album reçoit un excellent accueil critique (« ffff » de Télérama). Pour ce spectacle, Amélie est entourée d'Olivier Longre (guitare, mandoline, percussions, clarinette, flûte, glockenbass, glockenspiel), Guillaume Clary (flûtes, clarinette, glock, percussions, chœurs) et Antoine Amigues (piano, guitares, chœurs, percussions). Le spectacle est créé au Train-Théatre, à Portes-les-Valence et tournera pendant trois ans avant de finir également au Train-Théatre en 2010. Le DVD À l'ouest, je te plumerais la tête est enregistré lors de cette tournée.
Un quatrième album studio, Jusqu'à la mer, sort le 8 octobre 2012, à nouveau associé à une tournée de deux ans, moins fructueuse que les précédentes. La composition du groupe reste inchangée par rapport à la tournée précédente. En 2014 sort un album de reprises, intitulé Méli mélo, qui contient des inédits, des duos (Aldebert et Anne Sylvestre) ou des versions enregistrées en public.
Le cinquième album studio d'Amélie-les-crayons, Mille Ponts, sort le 23 juin 2017, toujours chez Neômme/L'Autre Distribution. Comme les précédents, il a été longuement joué en tournée (dont le Festival Off d'Avignon) puis réarrangé de manière à être enregistré en version CD. Toutes les musiques et les textes sont signés Amélie-les-crayons à l'exception du morceau Un enfant, composé par Thierry Chazelle (du duo Lili Cros et Thierry Chazelle). Lili Cros avait déjà fait des chœurs sur de précédents albums (Mon ami sur Jusqu'à la mer).
Le 18 novembre 2020 elle sort chez l'éditeur Margot (Hachette) / Neômme un conte musical à destination des enfants, La Bergère aux mains bleues, sous la forme d'un livre accompagné d'un CD audio. C'est un projet qui murit depuis Jusqu'à la mer et qui aboutit 10 ans après. Elle collabore pour ce projet avec Samuel Ribeyron, ami d'enfance et illustrateur qui a réalisé toutes les pochettes d'album. La même année, le livre audio reçoit le prix Jeune Public 2020 par l’académie Charles Cros.

## Discographie

### Conte musical pour enfants
- 2020 : La Bergère aux mains bleues, avec Pierre-Luc Granjon (auteur) et Samuel Ribeyron (illustration) et Amélie-les-crayons (chant/piano). Coup de cœur Jeune Public automne 2020 de l'Académie Charles Cros[16].

## Membres
- Amélie — chant, piano
- Olivier Longre — guitare, mandoline, percussions, clarinette, flûte, glockenbass, glockenspiel
- Nicolas Allemand — batterie, percussions, violon, piano, chœurs
- Antoine Amigues — piano, guitares, chœurs, banjo, kora